# Američka nacionalna medicinska biblioteka
Američka nacionalna medicinska biblioteka (engl. United States National Library of Medicine, NLM) je ustanova kojom rukovodi američka vlada. Ona je najveća medicinska biblioteka na svetu. Locirana je u Betesda, Merilend. Ona je ogranak američkih Nacionalnih instituta za zdravlje. Njene kolekcije obuhvataju više od sedam miliona knjiga, žurnala, tehničkih izveštaja, rukopis, mikrofilmova, fotografija, i slika o medicini i srodnim naukama, uključujući neke od najređih radova.

## Spoljašnje veze
- Zvanični veb-sajt
- [http://clinicaltrials.gov
- [http://aidsinfo.nih.gov
- Архивирано на веб-сајту  (21. март 2019)